# Наугольных, Сергей Владимирович
Сергей Владимирович Нау́гольных (род. 3 ноября 1967, Москва) — российский учёный-геолог, палеонтолог и стратиграф, доктор геолого-минералогических наук (2003), профессор РАН (2015), автор научных публикаций и новых таксонов ископаемых растений.
Занимается палеоботаникой позднего палеозоя и раннего мезозоя, палеоэкологией, палеопочвами, стратиграфией пермской системы, а также геоархеолог палеолита, художник, историк и популяризатор науки.

## Биография
Родился 3 ноября 1967 года.
В 1992 году окончил Геологический факультет МГУ по специальности «Геологическая съемка, поиски и разведка месторождений полезных ископаемых» со специализацией «Палеонтология», кафедра палеонтологии.
Учился в очной аспирантуре Геологического института РАН (1992—1995).
В 1996 году защитил кандидатскую диссертацию по теме «Флора и фитостратиграфия кунгурского яруса Среднего Приуралья».
В 2003 году защитил докторскую диссертацию по теме «Раннепермский этап в эволюции флоры и растительности Западной Ангариды».

### Научная работа
С 1996 года работает в отделе стратиграфии Геологического института РАН (Лаборатория палеофлористики), член учёного и диссертационного советов ГИН РАН.
В 2004 году впервые составил палеопедологическую карту-схему Пангеи пермского периода.
В 2005 году получил грант Президента РФ для исследований по теме «Изучение эволюции наземной растительности на рубеже палеозоя и мезозоя» (МД-1703.2005.5).
В 2006 году, вместе с С. К. Пухонто, передали Музею палеонтологии и исторической геологии имени Б. К. Поленова (Пермский государственный университет) часть коллекции пермской ископаемой флоры Печорского угольного бассейна.
Художник-палеонтолог, специализируется в книжной иллюстрации, участник научных выставок (2013)
В 2016 и 2019 годах выдвигался Учёным советом Геологического института РАН на присвоение звания «Член-корреспондент РАН».
Разрабатывает научные темы и изучает:
- Происхождение наземной растительности
- Пермские папоротники Западной Ангариды
- Происхождение и эволюция плауновидных
- Происхождение и эволюция хвощевидных
- Эволюция гинкговых
- Хвойные и взаимодействие различных компонентов пермских палеоэкосистем
- Войновскиевые
- Глоссоптериды и супраидиоадаптация
- Палеопочвенные профили.

### Организационная работа
Организатор научных коллоквиумов по темам: «Палеонтология и стратиграфия пермской системы» (Кунгур, 2010), «Эволюция органического мира в палеозое и мезозое» (Кунгур, 2011), «Палеонтология и эволюция биоразнообразия в истории Земли» (Кунгур, 2012), «Объекты палеонтологического и геологического наследия» (Кунгур, 2013), «Палеонтология в музейной практике» (Красноуфимск, 2014), «Палеонтологическое наследие: изучение и сохранение» (Кунгур, 2015)
Организатор научно-методических семинаров по темам: «Геолого-палеонтологические памятники Красноуфимска: актуальные проблемы охраны и изучения» (Красноуфимск, 2013), «Окружающий мир (экология, геология и палеонтология) в музее при образовательном учреждении» (Москва, 2014), история геологии и другие.
Член редколлегий журналов: Palaeobotanist, Wulfenia, Mitteilungen des Karntner Botanikzentrums Klagenfurt, Стратиграфия, Геологическая корреляция (РАН), Социально-экологические технологии.

## Награды и премии
- 2000 — Медаль с премией РАН для молодых учёных, за цикл палеонтологических работ.
- 2009 — Медаль Ганса Раусинга (Палеонтологический институт РАН), за лучшую научно-популярную палеонтологическую работу года.

## Членство в организациях
- Палеонтологическое общество при Российской Академии Наук (ПО РАН)
- 2012 — Московский клуб «Театрал»
- 2017 — Международная комиссия по истории геологических наук (INHIGEO)